# Pfau – Bin ich echt?
Pfau – Bin ich echt? (internationaler englischer Titel: Peacock) ist eine satirische Tragikomödie aus dem Jahr 2024 von Bernhard Wenger mit Albrecht Schuch in der Hauptrolle. Die österreichisch-deutsche Koproduktion wurde am 30. August 2024 bei den 81. Internationalen Filmfestspielen von Venedig uraufgeführt, wo der Film in die Sektion Settimana della Critica eingeladen wurde.

## Handlung
Matthias arbeitet in einer Rent-a-Friend-Agentur, bei der man für verschiedenste Zwecke Freunde mieten kann, beispielsweise als kultivierten Partner, um den Freundeskreis zu beeindrucken, als perfekten Sohn, um die Meinung von Geschäftspartnern zu beeinflussen, oder als Gegenüber, um einen Streit zu proben. Matthias schlüpft dabei wie ein Schauspieler in die von der Kundschaft gewünschte Rolle. So souverän er in seinem Beruf ist, so verloren ist er privat. Er ist nicht mehr in der Lage, wirkliche Emotionen zu empfinden, und begibt sich auf eine Suche nach sich selbst. Trotzdem trennt sich seine Freundin von ihm. Matthias mietet sich einen Hund, der schon kurz darauf in seinem Pool ertrinkt.
Ein Gespräch mit einer Klientin führt dazu, dass sie sich von ihrem Ehemann trennt. Dieser verfolgt anschließend Matthias, weil er ihn für die Trennung verantwortlich macht. Nun kommen bei Matthias Zweifel an seinem Job auf. Auch in seinem Privatleben ist er sich nicht mehr sicher, ob seine Mitmenschen nur schauspielern, was ihn verunsichert.
Für einen Stammkunden spielt Matthias den Vorzeigesohn. Die Feier zum 60. Geburtstag ist schon lange geplant und Matthias führt den Auftrag widerwillig aus. Zunächst läuft alles wie geplant. Allerdings hält Matthias die Lügerei nicht mehr aus und kehrt zu der Feier nackt, lediglich mit Schlamm bedeckt, zurück. Nach kurzer Verwunderung bezeichnet ein Gast dies als Performance-Kunst und Matthias wird allseits beklatscht. Daraufhin flüchtet er durch ein Fenster, springt in einen See und schwimmt davon.

## Produktion und Hintergrund
Die Dreharbeiten fanden vom 3. Juli bis zum 10. August 2023 in Wien und Niederösterreich statt.
Produziert wurde der Film von der österreichischen Nikolaus Geyrhalter Filmproduktion (Produzenten: Michael Kitzberger, Wolfgang Widerhofer, Nikolaus Geyrhalter und Markus Glaser) und der deutschen Cala Filmproduktion (Produzentin Martina Haubrich), die Produktionsleitung hatten Veronika Hraby und Catrin Freundlinger. Unterstützt wurde der Film vom Österreichischen Filminstitut, dem Filmfonds Wien, dem Land Niederösterreich, dem Land Salzburg, der Filmförderungsanstalt und Creative Europe MEDIA; beteiligt waren der Österreichische Rundfunk, Arte und das ZDF.
Die Kamera führte Albin Wildner, die Musik schrieb Lukas Lauermann, die Montage verantwortete Rupert Höller und das Casting Eva Roth und Yngvill Haga. Den Ton gestalteten Ken Rischard und Ines Vorreiter, das Kostümbild Gitti Fuchs und das Szenenbild Katharina Haring und die Maske Nora Conradi und Julika Leiendecker. Als Green Film Consultant fungierte Antonia Bernkopf. Mit dem Film gab Bernhard Wenger sein Langfilmdebüt.
Inspiriert wurde Bernhard Wenger von japanischen Rent-A-Friend- bzw. Friend-For-Hire-Agenturen, 2018 war er zur Recherche in Japan.

## Veröffentlichung
Die internationale Premiere war am 30. August 2024 im Rahmen der 81. Internationalen Filmfestspiele von Venedig, Österreich-Premiere war auf der Viennale Ende Oktober 2024. Die Premiere in Deutschland fand am 23. Januar 2025 im Rahmen des Filmfestivals Max Ophüls Preis in Saarbrücken statt, wo die Produktion in den Spielfilm-Wettbewerb eingeladen wurde.
Der österreichische und deutsche Kinostart erfolgte am 20. Februar 2025.

## Rezeption
Die internationale Kritik auf den Internationalen Filmfestspielen von Venedig 2024 zeigte sich sehr interessiert.
Guy Lodge von Variety beschrieb den Film als schwungvolle österreichische Komödie, einen scharfen, witzigen, mitunter herzzerreißenden Debütfilm und hob Albrecht Schuchs komödiantische Darbietung von großem körperlichen Einfallsreichtum hervor.
Echt witzig sei der Film, urteilte Claire Fulton auf Loud and Clear, von einem klugen, ausgefeilten, unterhaltsamen Werk schrieb Allan Hunter von Screen Daily, und Susanne Gottlieb von Cineuropa betonte den akzentuierten Humor, der sich auf Zehenspitzen um das Surreale herum bewege.
Dieter Oßwald schrieb auf dem Arthaus-Portal Programmkino.de: „Pfiffige Pointen, bitterböse Dialoge sowie ein spielfreudiger Albrecht Schuch sorgen für eine gelungene Satire der kurzweiligen Art, an der auch ‚Square‘-Macher Ruben Östlund vermutlich seinen Spaß hätte.“
Valerie Dirk meinte auf DerStandard.at, dass Wenger eine gewitzte, ideenreiche Satire über die Dienstleistungsgesellschaft und fragile Männlichkeit gelungen sei. Als deutliche Referenz dränge sich Ruben Östlund auf. Der trockene Humor schleiche sich oft wie zufällig in die streng komponierten Bilder, fast nehme das in seiner Sketchartigkeit Überhand. Neben Hauptdarsteller Albrecht Schuch brillierten zahlreiche bekannte Gesichter der heimischen Schauspielprominenz.
Marian Wilhelm dagegen urteilte in der Kleinen Zeitung, dass die Produktion zwar unterhaltsam, amüsant und manchmal auch böse, aber kaum bissig sei.
Magdalena Miedl beschrieb den Film auf ORF.at als modische Gesellschaftssatire, im Tonfall zwischen dem Besserwisserhumor von Ruben Östlunds Triangle of Sadness und dem zwischenmenschlichen Horror von Regisseuren wie Alex Garland, Giorgos Lanthimos und Joachim Trier (The Worst Person in the World).
Björn Becher vergab auf Filmstarts.de drei von fünf Sternen. Er verglich das Grundszenario des Films mit jenem von Family Romance, LLC (Werner Herzog, 2019). Der Film biete zwar einige amüsante Szenen, bleibe allerdings aufgrund der episodischen Struktur und des Fehlens einer fesselnden Erzählung letztlich hinter seinen Möglichkeiten zurück.
Oliver Armknecht bewertete den Film auf film-rezensionen.de mit acht von zehn Punkten. Die Tragikomödie mache durch absurde Situationen mit Hang zur Satire Spaß und gebe auch Denkanstöße mit auf den Weg. Es gebe allerdings zwischendurch etwas Leerlauf.
Rudolf Worschech (vier von fünf Sternen) meinte auf epd-film.de, dass der Film vieles offen lasse. Viel zu lachen gebe es nicht, eher würde das Gefühl des Fremdschämens kultiviert. Den Mann ohne Eigenschaften spiele Albrecht Schuch in einer grandiosen Performance. Dass es sich um Wengers Spielfilmdebüt handle, merke man an keiner Stelle.

## Auszeichnungen und Nominierungen
Internationale Filmfestspiele von Venedig 2024
- Auszeichnung mit dem Premio Bisato d’Oro[26]
- Auszeichnung mit dem Premio Fondazione Fai Persona Lavoro Ambiente der Fai Cisl Studio e Ricerche Foundation[27][28]

Internationales Filmfestival von Stockholm 2024
- Auszeichnung mit dem Aluminium Horse für den besten Debütfilm[29][30]

Deutsche Film- und Medienbewertung (FBW)
- Prädikat „besonders wertvoll“[31]

New Faces Award 2025
- Auszeichnung für den besten Debütfilm (Bernhard Wenger)[32]

Österreichischer Filmpreis 2025
- Auszeichnung in der Kategorie Bester männlicher Darsteller  (Albrecht Schuch)[33]
- Nominierung in der Kategorie Beste Kamera (Albin Wildner)[34]
- Nominierung in der Kategorie Beste Musik (Lukas Lauermann)

Festival des deutschen Films 2025
- Nominierung für den Rheingold Publikumspreis[35]